# Aloe minima
Aloe minima är en grästrädsväxtart som beskrevs av John Gilbert Baker. Aloe minima ingår i släktet Aloe och familjen grästrädsväxter.

## Underarter
Arten delas in i följande underarter:
- A. m. blyderivierensis
- A. m. minima